# Медицинска дипломатија
Медицинска дипломатија или јавноздравствена дипломатија је облик дипломатије. То је пружање медицинске помоћи, укључујући вакцине, или помоћи у циљу унапређења националних циљева. Често се сматра обликом меке моћи, али има различите теже аспекте.

## Историја
Медицинска дипломатија у вези са пандемијом ковида 19 често се називала „дипломатијом маски“ због тога што су хируршке маске биле примарно добро које се преноси. То је подстакло нове глобалне играче да уђу у овај простор, као што је Русија која је послала медицинско особље у Италију на почетку тренутне кризе у мисији под називом „Из Русије с љубављу“.

## По земљи

### Куба
Медицинска дипломатија је камен темељац кубанске спољне политике. Куба се бави медицинском дипломатијом од 1960-их.

### Кина
Рани успех Кине у реаговању на пандемију ковида 19 олакшао је њену „дипломатију маски“. Кинеско власништво над великим делом глобалног ланца медицинског снабдевања повећало је његову способност да шаље лекаре и медицинску опрему у напаћене земље. Кина је своју „дипломатију маски“ убрзо следила „ дипломатијом вакцина“. Стопе заразе у Кини биле су довољно ниске да је могла да шаље вакцине у иностранство без домаћих примедби.  Као што пише академик Жао, „Само појављивањем и помагањем да се попуне колосалне празнине у глобалној понуди, Кина је стекла предност“.
Кинески болнички брод Дајшан Дао ангажован је у бројним мисијама медицинске дипломатије. Подршка Кине СЗО такође је категорисана као медицинска дипломатија.

### Република Кина
Тајван се бави медицинском дипломатијом од 1961. године. Према новој политици према југу, Тајван је фокусиран на пружање трансфера професионалних вештина високог нивоа уместо директне медицинске неге или основних програма јавног здравља. Током тренутне пандемије ковида 19, Тајван је појачао своје напоре и донирао милионе маски својим дипломатским савезницима, као и блиским пријатељима широм света. Такође је лансирао болнички брод кроз Пацифик, пружајући респираторе и маске земљама попут Палауа које нису могле да добију медицинску помоћ из других извора.

### САД
У Сједињеним Америчким Државама, медицинском дипломатијом се баве и одељење Стејт департмента за јавну дипломатију и јавне послове, као и Канцеларија за глобалне послове Министарства здравља и људских служби. САД такође практикују медицинску дипломатију као део одбрамбене дипломатије.